# Бальм-бай-Мессен
Бальм-бай-Мессен (нем. Balm bei Messen) — деревня и бывшая коммуна в Швейцарии, в кантоне Золотурн. 
До 2009 года имела статус отдельной коммуны. 1 января 2010 года вошла в состав коммуны Мессен.
Входит в состав округа Бухегберг. Население составляет 108 человек (на 31 декабря 2007 года). Официальный код — 2443.